# Pseudolepicolea kuehnemannii
Pseudolepicolea kuehnemannii là một loài rêu tản trong họ Pseudolepicoleaceae. Loài này được (R.M. Schust.) Hässel de Menéndez miêu tả khoa học lần đầu tiên năm 1974.